# Dendrophleps lobipennis
Dendrophleps lobipennis är en fjärilsart som beskrevs av Swinhoe 1892. Dendrophleps lobipennis ingår i släktet Dendrophleps och familjen tofsspinnare. Inga underarter finns listade i Catalogue of Life.